# Linia kolejowa nr 567
Linia kolejowa nr 567 Piaski – Kielce Herbskie – pierwszorzędna, jednotorowa, zelektryfikowana linia kolejowa (łącznica) znaczenia państwowego pomiędzy posterunkiem odgałęźnym Piaski a stacją kolejową Kielce Herbskie.
Łącznica została otwarta 26 lutego 1911 roku, a 4 grudnia 1974 roku ukończono jej elektryfikację wraz z odcinkiem Kielce Herbskie – Koniecpol linii kolejowej nr 61.